# Jelena Dembo
Jelena Dembo (russisch Елена Владимировна Дембо, * 8. Dezember 1983 in Pensa) ist eine russische Schachspielerin und -trainerin, die im sowjetischen sowie für den israelischen und ungarischen Schachverband spielte. Aktuell spielt sie in der griechischen Nationalmannschaft.

## Leben
Ihre Eltern sind beide Schachspieler. Ihre Mutter, Natalia Fokina, spielte für die israelische Nationalmannschaft und ihr Vater, der Konzertpianist Vladimir Dembo, ist Schachtrainer. Sie lernte schon mit 2½ Jahren lesen und im Alter von drei Jahren die Schachregeln. Als sie sieben Jahre alt war, zogen ihre Eltern nach Tel Aviv, Israel, als sie 14 Jahre alt war nach Budapest, Ungarn. 2003 zog sie nach Athen, Griechenland, wo sie am 12. Mai 2004 den FIDE-Meister Sotirios Logothetis (* 1974) heiratete. Sie arbeitet als Schachtrainerin.

## Schach

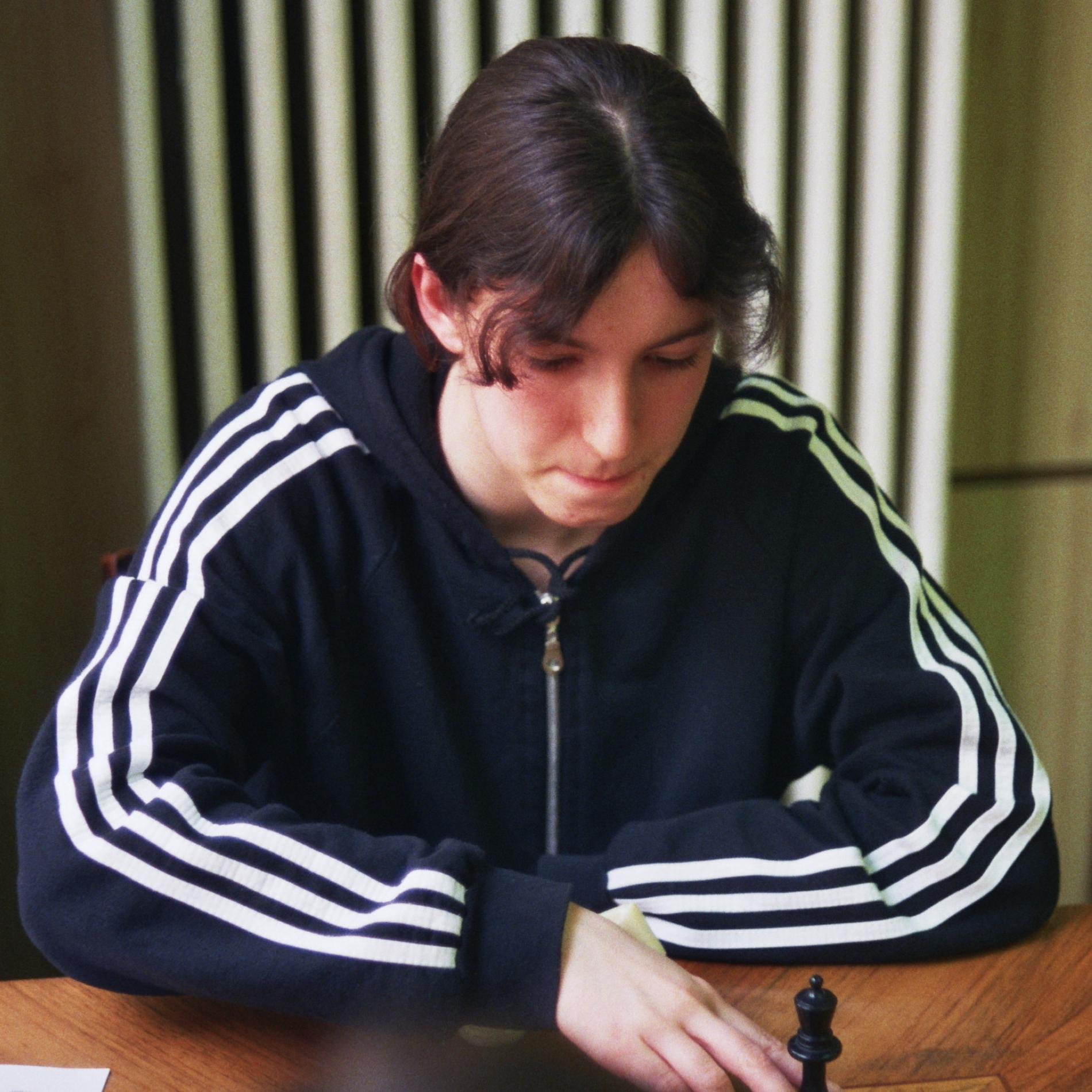
Jelena Dembo, Mai 1999

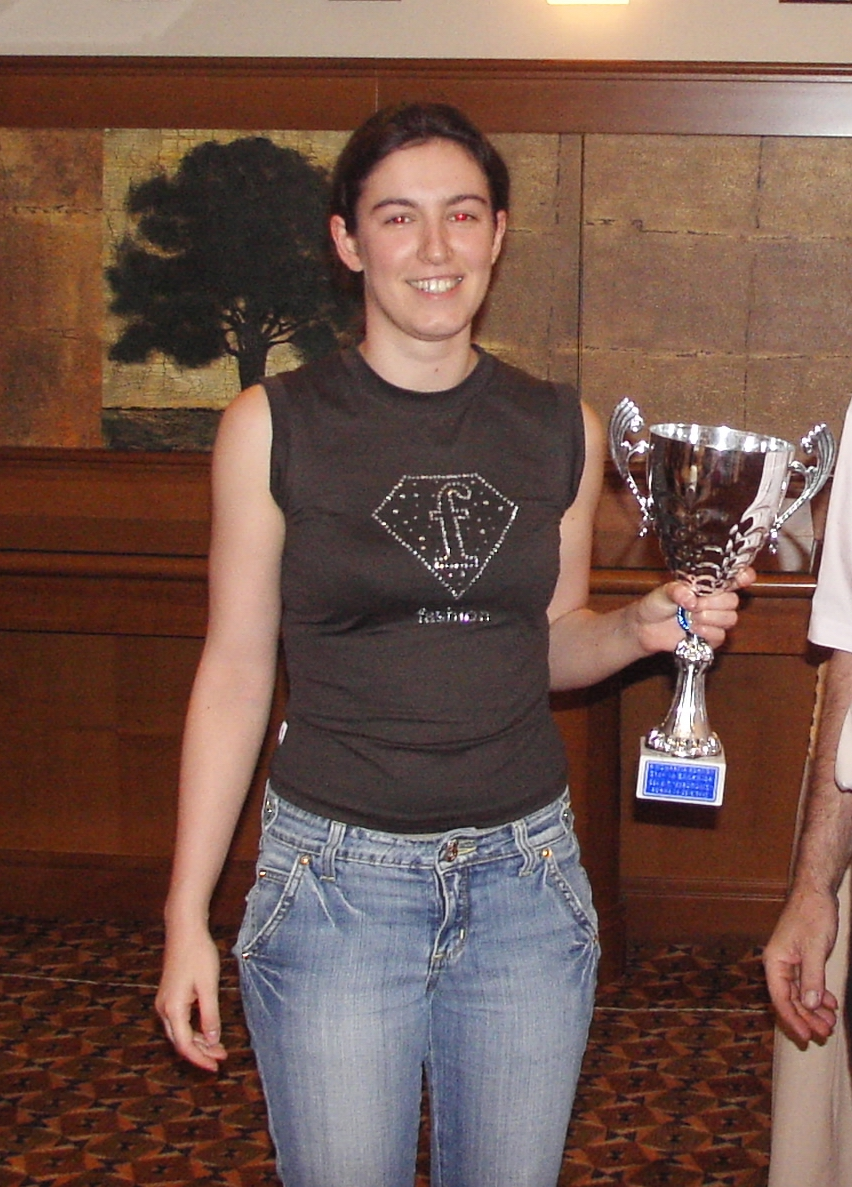
Jelena Dembo, 2007

Im Alter von 3 Jahren und 9 Monaten spielte sie ihr erstes Schachturnier. Im Alter von 4 Jahren und 1 Monat erfüllte sie die Voraussetzungen für die IV. Sowjetische Kategorie im Schach. Als 15-Jährige nahm sie in Budapest am IM-Turnier der First Saturday Turniere im Mai 1999 teil.
2002 wurde sie in Novi Sad europäische U20-Schnellschachmeisterin, ungarische Frauenmeisterin wurde sie in Budapest im Juni 2003. Im September 2003 wurde sie beim Akropolis Open in Athen geteilte Erste, im Dezember 2004 gewann sie das 2. Jelisaweta Bykowa Memorial in Wladimir. Bei der Europäischen Frauenmeisterschaft in Chișinău im Juni 2005 erhielt sie die Bronzemedaille. Sie gewann die Mittelmeerfrauenmeisterschaft im Februar 2007 in Cannes.
Mit der ungarischen Mädchennationalmannschaft U18 (2. Mannschaft) erreichte sie bei der Europameisterschaft 2000 in Balatonlelle den fünften Platz sowie eine individuelle Bronzemedaille für ihr Ergebnis von 5 aus 7 am ersten Brett. Bei der U18-Europameisterschaft 2001, wieder am Balaton, spielte sie erneut am Spitzenbrett, diesmal für die erste Mannschaft Ungarns; Ungarn erhielt hier eine Silbermedaille und Dembo eine individuelle Silbermedaille für ihr Ergebnis von 4 aus 5.
Ihre erste WIM-Norm machte sie in Budapest. Als 15-Jährige erzielte Jelena Dembo 1999 in Budapest ihre zweite WIM-Norm. Mit 17 Jahren erhielt sie 2001 den Titel Großmeisterin der Frauen. Mit 19 (2003) wurde sie Internationaler Meister (IM), die erforderlichen Normen erfüllte sie bei zwei Turnieren der Budapester Serie First Saturday im Februar 2000 und Juli 2003 sowie im Oktober 2000 bei einem IM-Turnier in Neukloster. Normen für den Titel eines Großmeisters (GM) erreichte sie im Juni 2005 bei der Fraueneuropameisterschaft in Moldawien und beim Klaus Junge-Open in Hamburg.
Dembo würde die griechische Frauenrangliste mit großem Vorsprung anführen, sie wird jedoch als inaktiv geführt, da sie seit der Schachweltmeisterschaft der Frauen 2012 im November 2012 keine gewertete Partie mehr gespielt hat (Stand: Januar 2015). Ihre bisher höchste Position auf der Frauenweltrangliste der FIDE war der 15. Platz im Juli 2006.

## Mannschaftsschach

### Nationalmannschaft
Dembo nahm von 2002 bis 2012 an allen sechs Schacholympiaden der Frauen teil (2002 für Ungarn, seitdem für Griechenland). Außerdem nahm sie 2011 an der Mannschaftsweltmeisterschaft der Frauen sowie von 2001 bis 2011 an allen sechs Mannschaftseuropameisterschaften der Frauen teil (2001 und 2003 mit Ungarn, seit 2005 mit Griechenland). Sie erreichte 2003 in Plowdiw mit der ungarischen Frauenauswahl den zweiten Platz.

### Vereine
Vereinsmannschaftsmeisterschaften spielte sie in Israel, Kroatien, Ungarn (für ASE Paks), Deutschland (in der 2. Liga West und Frauenbundesliga für Turm Emsdetten), der britischen 4NCL (für Wood Green 1 und 2), die sie 2005 und 2006 gewann, der Bundesrepublik Jugoslawien (für RAD Belgrad und BAS Belgrad), Griechenland, der Türkei (für Besiktas Jimnasik S.K.) und Rumänien (für CS Cotnari-Politehnica Iaşi). In Österreich ist sie für den SK Vösendorf gemeldet. Am European Club Cup der Frauen nahm Dembo dreimal teil und erreichte 2009 und 2011 jeweils das zweitbeste Einzelergebnis am zweiten Brett.

## Veröffentlichungen
- The Very Unusual Book about Chess. Selbstverlag, Athen 2005, ISBN 960-630-606-2.
- Conversation with a Professional Trainer - Methods of Positional Play. Selbstverlag, Athen 2006.
- Play the Grünfeld. Everyman Chess, London 2007, ISBN 1-85744-521-X.
- Fighting the Anti-King's Indians. Everyman Chess, London 2008, ISBN 1-85744-575-9.